# Степан Радич
Сте́пан Ра́дич (хорв. Stjepan Radić; 11 червня 1871, Десно-Требар'єво, нині Хорватія — 8 серпня 1928) — австро-угорський і югославський політик хорватського походження, засновник Хорватської народної селянської партії, пізніше перейменованої на Хорватську селянську партію (хорв. Hrvatska Seljačka Stranka, 1905).
Саме Радич перетворив селянство Хорватії на самостійну політичну силу. Послідовно протистояв об'єднанню сербів і хорватів в одну державу, а після створення єдиної держави після Першої світової війни протистояв гегемонії сербів, вів різноманітну і діяльну політичну роботу, спрямовану на забезпечення самостійності хорватів і на боротьбу з клерикальними і соціалістичними конкурентами за вплив на маси. Був смертельно поранений сербським політиком у будівлі парламенту, що ще більше посилило розкол між двома народами.
Похований на Мірогої в Загребі. За опитуванням 1997 року виявився найшанованішим історичним діячем у сучасній Хорватії. Портрет Радича зображений на банкноті в 200 кун.